# François Ernest Mallard

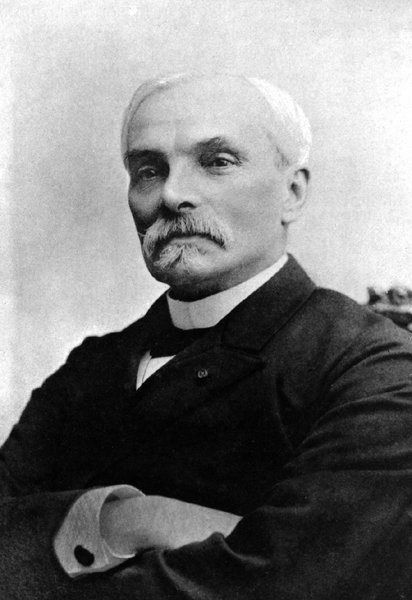
Ernest-François Mallard.

François Ernest Mallard (* 4. Februar 1833 in Châteauneuf-sur-Cher; † 6. Juli 1894 in Paris) war ein französischer Kristallograph und Mineraloge. Von 1872 bis 1894 war er Professor an der École nationale supérieure des mines de Paris. Ab 1890 war er gewähltes Mitglied der Académie des sciences.

## Leben und Leistungen
Nachdem er seine Studien an der École polytechnique und der École supérieure des Mines abgeschlossen hatte, trat er 1856 in die Ingenieurslaufbahn ein. In der Folge war der Ingenieur des Departement Creuse, Professor an der Bergbauschule in Saint-Étienne (1859) und an der École supérieure des Mines in Paris (1872). 1890 wurde er Mitglied des Conseil général des Mines und der Académie des sciences.
Bekannt wurde Mallard durch seine Studien zu Zwillingskristallen. Heute bezeichnet man die Theorien und Beschreibungen von Bravais, Mallard und Friedel als die Französische Schule. Nach den empirischen Regeln von Mallard gehört die Zwillingsoperation zur Symmetrie des Kristallgitters (Holoedrie), aber nicht zur Symmetrie der Kristallstruktur (Meroedrie). Man bezeichnet diese Form der Verzwillingung als meroedrische Zwillinge oder TLS-Zwillinge (von englisch twin-lattice symmetry). Obwohl Mallard diese Regeln lange vor dem ersten Röntgenbeugungsexperiment gefunden hat, sind sie heute noch von großer Bedeutung bei der Kristallstrukturanalyse.
Mallard gilt zudem als Erstbeschreiber der Minerale Boleit (1891), Cumengeit (1893) sowie der Cristobalit-Varietät Lussatit. Zusammen mit Friedel ermittelte er 1892 erstmals die Zusammensetzung des Moissanits.
Mallard starb plötzlich und unerwartet fünf Monate nach seinem 61. Geburtstag.

## Ehrungen
1888 wurde er als korrespondierendes Mitglied in die Russische Akademie der Wissenschaften in Sankt Petersburg aufgenommen.
Ein in der Silbermine „Lucky Boy“ (Utah, USA) neu entdecktes und 1879 von Marie Adolphe Carnot beschriebenes Mineral wurde ihm zu Ehren als Mallardit bezeichnet.